# Ossaea filisepala
Ossaea filisepala är en tvåhjärtbladig växtart som beskrevs av Ignatz Urban. Ossaea filisepala ingår i släktet Ossaea och familjen Melastomataceae. Inga underarter finns listade i Catalogue of Life.